# 于鲁明
于鲁明（1961年12月—），北京人，中华人民共和国政治人物，曾任中国农工民主党中央常委、北京市委主委，北京市政协副主席，北京市卫生健康委员会主任，北京市医疗保障局局长，第十三届全国政协委员、全国政协教科卫体委员会委员。

## 生平
北京医学院分院精神病专业畢業。1986年加入中国农工民主党，1992年加入中国共产党。
历任大兴县卫生局副局长、党委委员、党委副书记、局长、精神病医院院长，大兴县政协副主席（不驻会），大兴区副区长，北京市卫生局副局长，北京市医院管理局副局长、卫健委副主任、主任、医保局局长。2018年1月当选北京市政协副主席。2020年11月任北京市卫健委主任。
2022年4月16日，中央纪委国家监委网站发布消息，北京市政协副主席于鲁明涉嫌严重违纪违法，目前正接受中央纪委国家监委纪律审查和监察调查，是中共十八大后落马的省部级及以上干部中首个民主党派成员。同日，农工党十六届二十二次中央主席会议决定暂停于鲁明履行中国农工民主党第十六届中央常务委员会委员、中央委员会委员等党内职务，并根据纪律审查和监察调查认定的事实、性质和情节等及时做出进一步的处理。5月25日，北京市十五届人大常委会第三十九次会议决定，免去于鲁明的北京市卫生健康委员会主任职务。7月，遭到开除党籍、开除公职处分，涉嫌受贿一案由国家监察委员会调查终结，移送检察机关审查起诉，最高人民检察院以涉嫌受贿罪对于鲁明作出逮捕决定。10月，经最高人民检察院指定，由河北省张家口市人民检察院向张家口市中级人民法院提起公诉。
于魯明被指控於2001年至2019年期間收受他人财物共计折合人民币1050万余元。2023年9月26日，河北省张家口市中级人民法院以受贿罪判处于魯明有期徒刑十一年，并处罚金人民币一百万元；对于鲁明受贿犯罪所得予以追缴，上缴国库。